# هاروتیون آنژور
هاروتیون گئورگی آنژور (چبوتاریان) (ارمنی: Հարություն Գևորգի Անժուր (Չեբոտարյան)؛  زادهٔ ۲۱ آوریل ۱۸۸۵ - درگذشته ۴ دسامبر ۱۹۵۸) یک فیزیکدان اهل ارمنستان بود.

## زندگی‌نامه
در ۲۱ آوریل ۱۸۸۵ در ناخیجوان-نا-دونو به دنیا آمد و از مدرسه پسرانه رئالیستی سارگیس یاغوبیانتس، انستیتو دولتی فناوری سن پترزبورگ، دانشگاه لوزان و دانشگاه پاریس فارغ‌التحصیل شد. وی در دانشگاه دولتی ایروان فعالیت می‌کرد.  وی همچنین برنده دانشمند شایسته ارمنستان شوروی شده است. وی در ۴ دسامبر ۱۹۵۸ در سن ۷۳ سالگی در ایروان درگذشت.

## یادداشت
1. ↑  Սանկտ Պետերբուրգի պետական տեխնոլոգիական ինստիտուտ